# Thỏ Bỉ

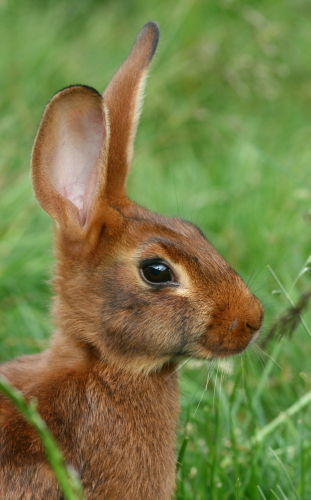
Một con thỏ Bỉ nâu

Thỏ Bỉ (tiếng Anh: Belgian Hare) là một giống thỏ nhà có nguồn gốc từ Bỉ. Đây là một trong những loài thỏ kiểng có giá trị cao đắt tiền. Giống thuần chủng rất khó kiếm và chúng được nuôi để biểu diễn, đua thỏ hoặc lấy thịt. Thỏ Bỉ không phải là loài thỏ đồng (hare) thực thụ mà là một giống của loài thỏ nhà (domestic rabbit) được lai tạo có chọn lọc để có hình dáng giống với loài thỏ đồng (thỏ và thỏ đồng là hai loài khác nhau).

## Đặc điểm
Thỏ Bỉ có đặc điểm là nhảy nhanh hơn các giống thỏ khác, tai cao to, khung hình mảnh mai và dong dỏng cùng với đôi chân dài và mạnh mẽ, giống như loài thỏ đồng. Chúng là giống thỏ lớn, trung bình từ 2.7 đến 4.1 kg.
Thỏ Bỉ là một trong những giống thỏ thông minh nhất và tràn đầy năng lượng. Chúng có thể được dễ dàng huấn luyện để phản ứng khi nghe gọi tên. Do tính khí năng động và cảnh giác, chúng rất dễ dàng bị giật mình bởi tiếng động lớn hoặc đột ngột. Có khuyến cáo rằng thỏ Bỉ không nên cho chơi chung nhiều với trẻ em, chủ yếu là do kích thước lớn và tốc độ của chúng có thể gây ra chấn thương không mong muốn.

## Tập tính ăn
Trong khi nuôi nhiều con bị bệnh và chết trước ba tháng tuổi vì bị đầy hơi và do làm không tốt công tác phòng chống lở loét, và nhiều nguồn trong thực phẩm bị thêm biomycin. Thỏ ăn hai lần một ngày, rất nhiều cỏ khô và ngũ cốc. Con cái cho con bú 2-3 nắm và ngâm ướt. Có thể cho chúng ăn khoai tây luộc, một phần của bí ngô, củ cải, thêm cà rốt, bắp cải và các loại rau khác. Tất cả các loại rau chà trên một vắt tay thô, một củ khoai tây cắt thành miếng.
Tất cả thức ăn gia súc này trộn tự chế, muối. Khuyến khích việc ăn nghiền vì có thể thêm thuốc và bên cạnh đó, những con thỏ đã nhận được một chế độ ăn uống cân bằng. Cố gắng để sắp xếp thức ăn thô xanh quanh. Nguồn cấp dữ liệu thành phần gồm 4 xô yến mạch, 2 thùng mì hoặc lúa mạch, một xô ngô, một thùng bánh dầu hướng dương (bánh).
Có thểm ngâm thêm 2 kg thức ăn khô. Và trong thức ăn đặt 3 muỗng cà phê muối 2 muỗng cà phê biomitsin, 5 muỗng cà phê bột xương thịt tăng cường. Biomycin không chỉ để ngăn ngừa bệnh tật, nhưng cũng là một yếu tố tăng trưởng. Thịt và bột xương là cần thiết cho cơ tích tụ và để bổ sung calci của cơ thể (đặc biệt là thỏ cho con bú). Con thỏ, uống thật nhiều nước, thường là nhiều sữa và con của chúng nhanh chóng tăng cân.

## Sinh sản
Chúng sung mãn như các giống thỏ. Các con cái không nên giao phối sớm hơn 6-7 tháng. Một con đực của giống này được cho phép trong giao phối đầu tiên tại 8-9 tháng. Để nuôi giống thỏ này thì việc giao phối cận huyết trong bất kỳ trường hợp nào không nên được cho phép. Thông thường, khoảng 10-15 con cái giữ hai con đực của máu khác nhau.